# Camelin
Pour les articles homonymes, voir Camelin (homonymie).
Camelin est une commune française située dans le département de l'Aisne en région Hauts-de-France.

## Géographie

### Localisation
Le village de Camelin est situé du côté axonais de la frontière entre l'Aisne et l'Oise, à 1 km du bourg de Blérancourt (en direction de Soissons) et 3 km du village de Cuts (en direction de Noyon). Il est bâti sur une petite éminence naturelle, dont le sommet a été rehaussé pour y accueillir l'église.
La distance moyenne du village avec la capitale régionale, Amiens, est d'environ 80 km, et d'environ 110 km avec Paris.
Le terrain sur lequel est bâti le village est essentiellement constitué d'argile, avec un sous-sol riche en calcaire.
Un seul cours d'eau, le ruisseau du Ponceau, affluent de l'Ailette (rivière), passe à proximité du village et en formait la limite, au Moyen Âge.

### Hydrographie

#### Réseau hydrographique
La commune est située dans le bassin Seine-Normandie. Elle est drainée par le ruisseau du Ponceau, le ru de Camelin, le cours d'eau 01 de la commune de Bourguignon-sous-Coucy et le fossé 02 de la commune de Bourguignon-sous-Coucy,,.
Le ruisseau du Ponceau, d'une longueur de 10 km, prend sa source dans la commune de Blérancourt et se jette  dans l'Ailette à Manicamp, après avoir traversé six communes.

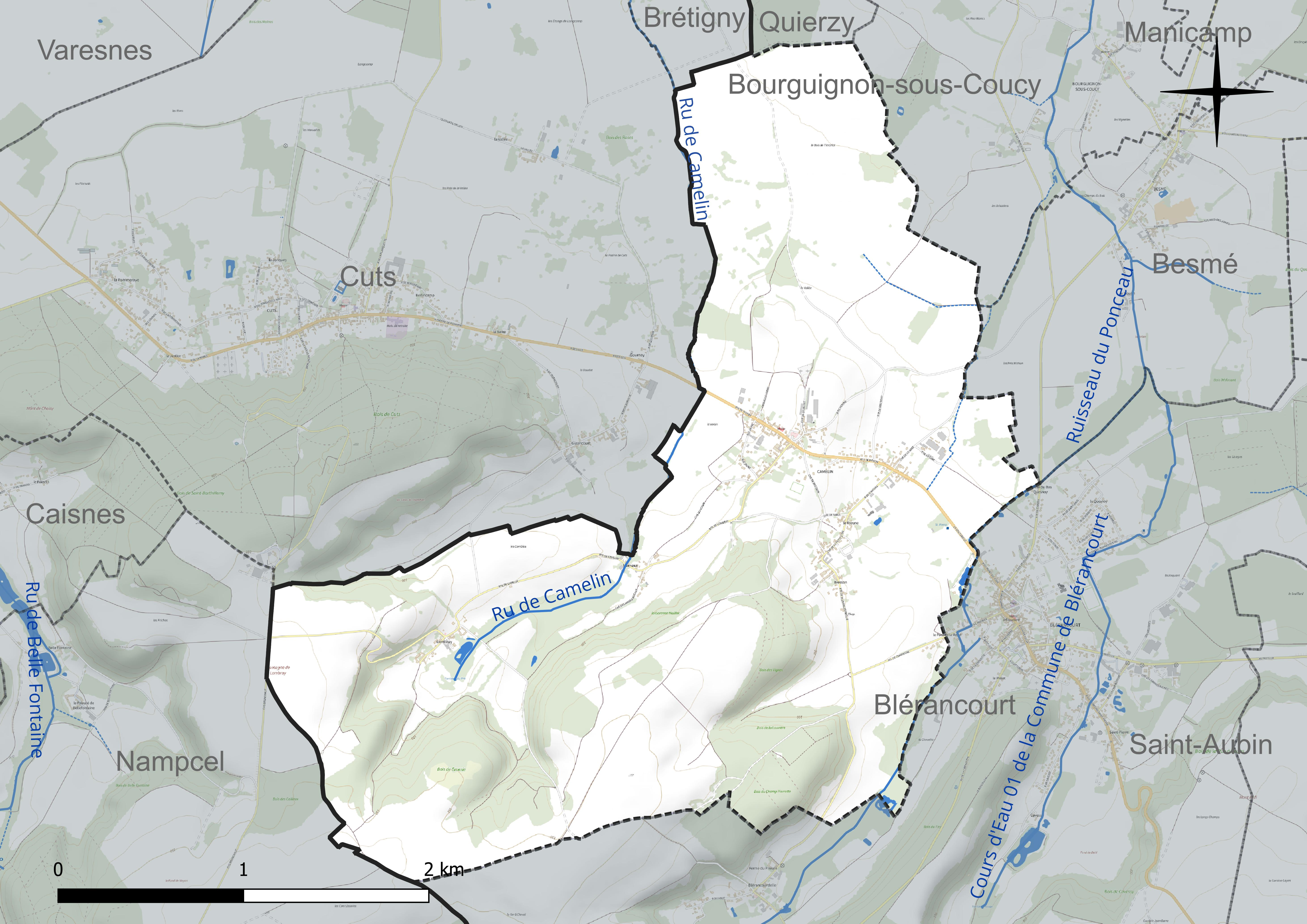
Réseau hydrographique de Camelin.

#### Gestion et qualité des eaux
Le territoire communal est couvert par le schéma d'aménagement et de gestion des eaux (SAGE) « Oise moyenne ». Ce document de planification concerne un territoire de 1 013 km2 de superficie, délimité par le bassin versant de l'Oise moyenne. Le périmètre a été arrêté le 24 avril 2017 et le SAGE est, en 2024, encore en élaboration. La structure porteuse de l'élaboration et de la mise en œuvre est le syndicat mixte du SAGE Oise-Moyenne (SMOM).
La qualité des cours d'eau peut être consultée sur un site spécial géré par les agences de l'eau et l'Agence française pour la biodiversité.

### Climat
Pour des articles plus généraux, voir Climat des Hauts-de-France et Climat de l'Aisne.
En 2010, le climat de la commune est de type climat océanique dégradé des plaines du Centre et du Nord, selon une étude du CNRS s'appuyant sur une série de données couvrant la période 1971-2000. En 2020, Météo-France publie une typologie des climats de la France métropolitaine dans laquelle la commune est dans une zone de transition entre le climat océanique et le climat océanique altéré et est dans la région climatique Nord-est du bassin Parisien, caractérisée par un ensoleillement médiocre, une pluviométrie moyenne régulièrement répartie au cours de l'année et un hiver froid (3 °C).
Pour la période 1971-2000, la température annuelle moyenne est de 10,6 °C, avec  une amplitude thermique annuelle de 15,1 °C. Le cumul annuel moyen de précipitations est de 721 mm, avec 11,1 jours de précipitations en janvier et 9,1 jours en juillet. Pour la période 1991-2020 la température moyenne annuelle observée sur la station météorologique la plus proche, située sur la commune de Chauny à 12 km à vol d'oiseau, est de 11,1 °C et le cumul annuel moyen de précipitations est de 709,9 mm,. Pour l'avenir, les paramètres climatiques de la commune estimés pour 2050 selon différents scénarios d'émission de gaz à effet de serre sont consultables sur un site spécial publié par Météo-France en novembre 2022.

## Urbanisme

### Typologie
Au 1er janvier 2024, Camelin est catégorisée commune rurale à habitat dispersé, selon la nouvelle grille communale de densité à 7 niveaux définie par l'Insee en 2022.
Elle est située hors unité urbaine et hors attraction des villes,.

### Occupation des sols
L'occupation des sols de la commune, telle qu'elle ressort de la base de données européenne d'occupation biophysique des sols Corine Land Cover (CLC), est marquée par l'importance des territoires agricoles (74,8 % en 2018), une proportion sensiblement équivalente à celle de 1990 (75,1 %). La répartition détaillée en 2018 est la suivante : 
terres arables (62,9 %), forêts (19,7 %), prairies (8 %), zones urbanisées (5,5 %), zones agricoles hétérogènes (3,9 %).
L'évolution de l'occupation des sols de la commune et de ses infrastructures peut être observée sur les différentes représentations cartographiques du territoire : la carte de Cassini (XVIIIe siècle), la carte d'état-major (1820-1866) et les cartes ou photos aériennes de l'IGN pour la période actuelle (1950 à aujourd'hui).

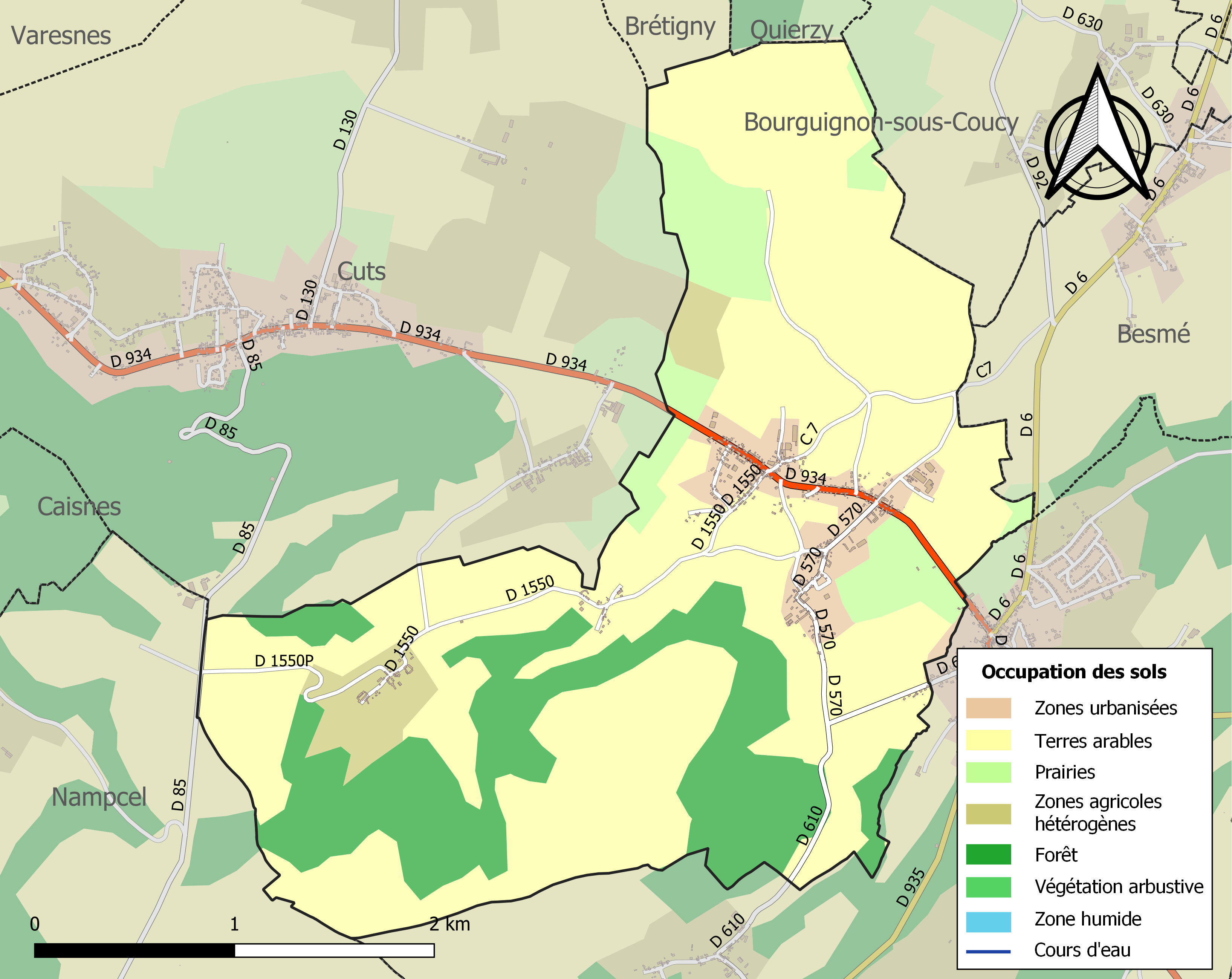
Carte des infrastructures et de l'occupation des sols de la commune en 2018 (CLC).

## Toponymie
Le village a connu différents noms à travers les époques :
- Camellum, pendant l'époque romaine ;
- Camelecus, en 870 ;
- Cameliacum, en 907 ;
- Camelium Castrum, en 917 (témoignant de la présence d'une forteresse) ;
- Campus Lini, aux alentours de l'an 1000 (le nom, signifiant « champ de lin » indique un développement agricole sur le territoire) ;
- Cameli, en 1205 ;
- Camelin, au début du XIVe siècle.

Source : Pierre le Merre, Recueil des actes, titres et mémoires concernant le clergé de France, 1705.

## Histoire

### Origines du village
L'histoire de Camelin remonte à l'Antiquité puisqu'il serait probable que le village tienne son nom de Camulos, le dieu de la guerre chez les Gaulois.
À l'époque gallo-romaine, Camelin est un vicus, c'est-à-dire un petit village d'origine gauloise qui a été romanisé et qui sert de relais entre les deux grandes agglomérations de l'époque, Noyon et Soissons.
Au Moyen Âge, Camelin devient une petite seigneurie dépendante de l'abbaye Saint-Médard de Soissons.
Le 15 juin 1791, le village de Camelin fusionne avec le hameau nommé le Fresne pour devenir Camelin-et-le-Fresne, puis simplement Camelin. Le 1er juillet 1971, Camelin fusionne avec le hameau de Marivaux et le village de Lombray pour former le village actuel de Camelin, qui regroupe ainsi quatre agglomérations.
Source : Georges Samson, Le vicus gallo-romain de Camelin, in La revue archéologique de l'Oise n°25, 1981.

### Seigneurs de Camelin
Le village fut une seigneurie au Moyen Âge.
Parmi les seigneurs de Camelin, on trouve :
- Robert de Camelin, seigneur en 1160 ;
- Eudes de Camelin, seigneur en 1189 ;
- Pierre de Camelin, seigneur en 1205 ;
- Nicolas de Camelin, seigneur aux alentours de 1220 ;
- Simon de Camelin, seigneur en 1241.

Puis, à la fin du XVIe siècle, la seigneurie passe aux mains des seigneurs de Genlis jusqu'au milieu du XVIIIe siècle. Parmi ceux-ci, on peut citer :
- Philippe, duc d'Halluin, seigneur en 1543 ;
- Charles Brûlart de Genlis, seigneur le 25 août 1597.

À partir de la seconde moitié du XVIIIe siècle, la seigneurie appartient brièvement aux seigneurs de Blérancourt, avant de devenir une commune indépendante, au moment de la Révolution Française.
En outre, la seigneurie était divisée en deux fiefs distincts :
- le fief du Voisin, appartenant à la famille du Clozel ;
- le fief du Fresne, appartenant à la famille du Fût.

Au début du XVIIe siècle, un procès-verbal témoigne d'un contentieux entre les deux familles pour savoir qui aurait le droit préséance dans l'église et dans toutes les processions du village.
De multiples rixes opposèrent les deux familles, jusqu'à ce qu'un des fils du seigneur Charles du Clozel soit tué en duel par le fils de Jean du Fût, en 1620.
Le contentieux fut tranché par le Parlement qui reconnut aux Clozel le droit de préséance, puisqu'étant seigneurs sur le territoire d'origine du village, tandis que la famille du Fût ne régnait que sur le hameau du Fresne.
Pour entériner la paix, une union entre les deux familles fut consacrée peu après, et une fête dite du Raccommodage fut célébrée. Elle existe toujours aujourd'hui, en tant que fête du village, le weekend suivant l'Ascension.
Source : Mellevile, Dictionnaire historique généalogique et géographique du département de l'Aisne, 1857.
Source : Pierre le Merre, Recueil des actes, titres et mémoires concernant le clergé de France, 1705.
À Camelin se trouvait le château Voisin (rue du Voisin) ainsi que le château Mégret (près de l'église, en face du monument aux morts). Le « château » actuel (rue du château) est en fait une « cense » (grosse ferme).

### Histoire récente
Durant la Première Guerre mondiale, le village fut occupé par l'armée allemande (présence des troupes allemandes dans la mairie, ainsi que dans plusieurs maisons, transformées en dortoirs et en bains collectifs pour l'occasion).
Le village fut bombardé et sévèrement détruit durant le conflit, notamment l'église qui, perchée sur un promontoire, offre un large point de vue sur les alentours. Le village a reçu la Croix de guerre 1914-1918.
Durant la Seconde Guerre mondiale, un blockhaus fut construit par les troupes allemandes (démantelé dans les années 1980) sur le point le plus haut du territoire (sur les hauteurs de Lombray) afin d'avoir un point de vue panoramique sur toute la région.

## Politique et administration

### Découpage territorial
La commune de Camelin est membre de la communauté de communes Picardie des Châteaux, un établissement public de coopération intercommunale (EPCI) à fiscalité propre créé le 1er janvier 2017 dont le siège est à Pinon. Ce dernier est par ailleurs membre d'autres groupements intercommunaux.
Sur le plan administratif, elle est rattachée à l'arrondissement de Laon, au département de l'Aisne et à la région Hauts-de-France. Sur le plan électoral, elle dépend du  canton de Vic-sur-Aisne pour l'élection des conseillers départementaux, depuis le redécoupage cantonal de 2014 entré en vigueur en 2015, et de la quatrième circonscription de l'Aisne  pour les élections législatives, depuis le dernier découpage électoral de 2010.

### Administration municipale
| Période                                  | Période                       | Identité        | Étiquette | Qualité                                |
| ---------------------------------------- | ----------------------------- | --------------- | --------- | -------------------------------------- |
| Les données manquantes sont à compléter. |                               |                 |           |                                        |
| avant 1877                               | après 1879                    | Azoeuf ou Azeuf |           | Maire de Lombray                       |
| mars 2001                                | mars 2014                     | Pascal Trolard  |           | Chef d'entreprise                      |
| mars 2014                                | En cours (au 12 juillet 2020) | Francis Borgne  | SE        | Employé Réélu pour le mandat 2020-2026 |

## Démographie

### Évolution
L'évolution du nombre d'habitants est connue à travers les recensements de la population effectués dans la commune depuis 1793. Pour les communes de moins de 10 000 habitants, une enquête de recensement portant sur toute la population est réalisée tous les cinq ans, les populations de référence des années intermédiaires étant quant à elles estimées par interpolation ou extrapolation. Pour la commune, le premier recensement exhaustif entrant dans le cadre du nouveau dispositif a été réalisé en 2007.

En 2022, la commune comptait 436 habitants, en évolution de −3,96 % par rapport à 2016 (Aisne : −1,97 %, France hors Mayotte : +2,11 %).
| 1793 | 1800 | 1806 | 1821 | 1831 | 1836 | 1841 | 1846 | 1851 |
| ---- | ---- | ---- | ---- | ---- | ---- | ---- | ---- | ---- |
| 387  | 632  | 620  | 657  | 722  | 680  | 709  | 700  | 659  |

| 1856 | 1861 | 1866 | 1872 | 1876 | 1881 | 1886 | 1891 | 1896 |
| ---- | ---- | ---- | ---- | ---- | ---- | ---- | ---- | ---- |
| 597  | 576  | 585  | 525  | 501  | 440  | 408  | 417  | 405  |

| 1901 | 1906 | 1911 | 1921 | 1926 | 1931 | 1936 | 1946 | 1954 |
| ---- | ---- | ---- | ---- | ---- | ---- | ---- | ---- | ---- |
| 372  | 353  | 356  | 301  | 328  | 308  | 325  | 347  | 287  |

| 1962 | 1968 | 1975 | 1982 | 1990 | 1999 | 2006 | 2007 | 2012 |
| ---- | ---- | ---- | ---- | ---- | ---- | ---- | ---- | ---- |
| 298  | 297  | 389  | 402  | 401  | 424  | 438  | 439  | 446  |

| 2017 | 2022 | - | - | - | - | - | - | - |
| ---- | ---- | - | - | - | - | - | - | - |
| 454  | 436  | - | - | - | - | - | - | - |

#### Camelin-et-le-Fresne
| 1793 | 1800 | 1806 | 1821 | 1831 | 1836 | 1841 | 1846 | 1851 |
| ---- | ---- | ---- | ---- | ---- | ---- | ---- | ---- | ---- |
| 552  | 632  | 620  | 657  | 722  | 680  | 709  | 700  | 659  |

| 1856 | 1861 | 1866 | 1872 | 1876 | 1881 | 1886 | 1891 | 1896 |
| ---- | ---- | ---- | ---- | ---- | ---- | ---- | ---- | ---- |
| 597  | 576  | 585  | 525  | 501  | 440  | 408  | 417  | 405  |

| 1901 | 1906 | 1911 | 1921 | 1926 | 1931 | 1936 | 1946 | 1954 |
| ---- | ---- | ---- | ---- | ---- | ---- | ---- | ---- | ---- |
| 372  | 353  | 356  | 301  | 328  | 308  | 325  | 347  | 287  |

| 1962 | 1968 | - | - | - | - | - | - | - |
| ---- | ---- | - | - | - | - | - | - | - |
| 298  | 297  | - | - | - | - | - | - | - |

Histogramme

(élaboration graphique par Wikipédia)

#### Lombray
Avant 1971, Lombray a été une commune indépendante avec sa propre démographique.
| 1793 | 1800 | 1806 | 1821 | 1831 | 1836 | 1841 | 1846 | 1851 |
| ---- | ---- | ---- | ---- | ---- | ---- | ---- | ---- | ---- |
| 45   | 43   | 54   | 78   | 62   | 68   | 72   | 78   | 73   |

| 1856 | 1861 | 1866 | 1872 | 1876 | 1881 | 1886 | 1891 | 1896 |
| ---- | ---- | ---- | ---- | ---- | ---- | ---- | ---- | ---- |
| 55   | 57   | 58   | 55   | 51   | 54   | 52   | 50   | 41   |

| 1901 | 1906 | 1911 | 1921 | 1926 | 1931 | 1936 | 1946 | 1954 |
| ---- | ---- | ---- | ---- | ---- | ---- | ---- | ---- | ---- |
| 38   | 37   | 45   | 25   | 28   | 37   | 28   | 24   | 18   |

| 1962 | 1968 | - | - | - | - | - | - | - |
| ---- | ---- | - | - | - | - | - | - | - |
| 28   | 37   | - | - | - | - | - | - | - |

Histogramme

(élaboration graphique par Wikipédia)

## Culture locale et patrimoine

### Lieux et monuments

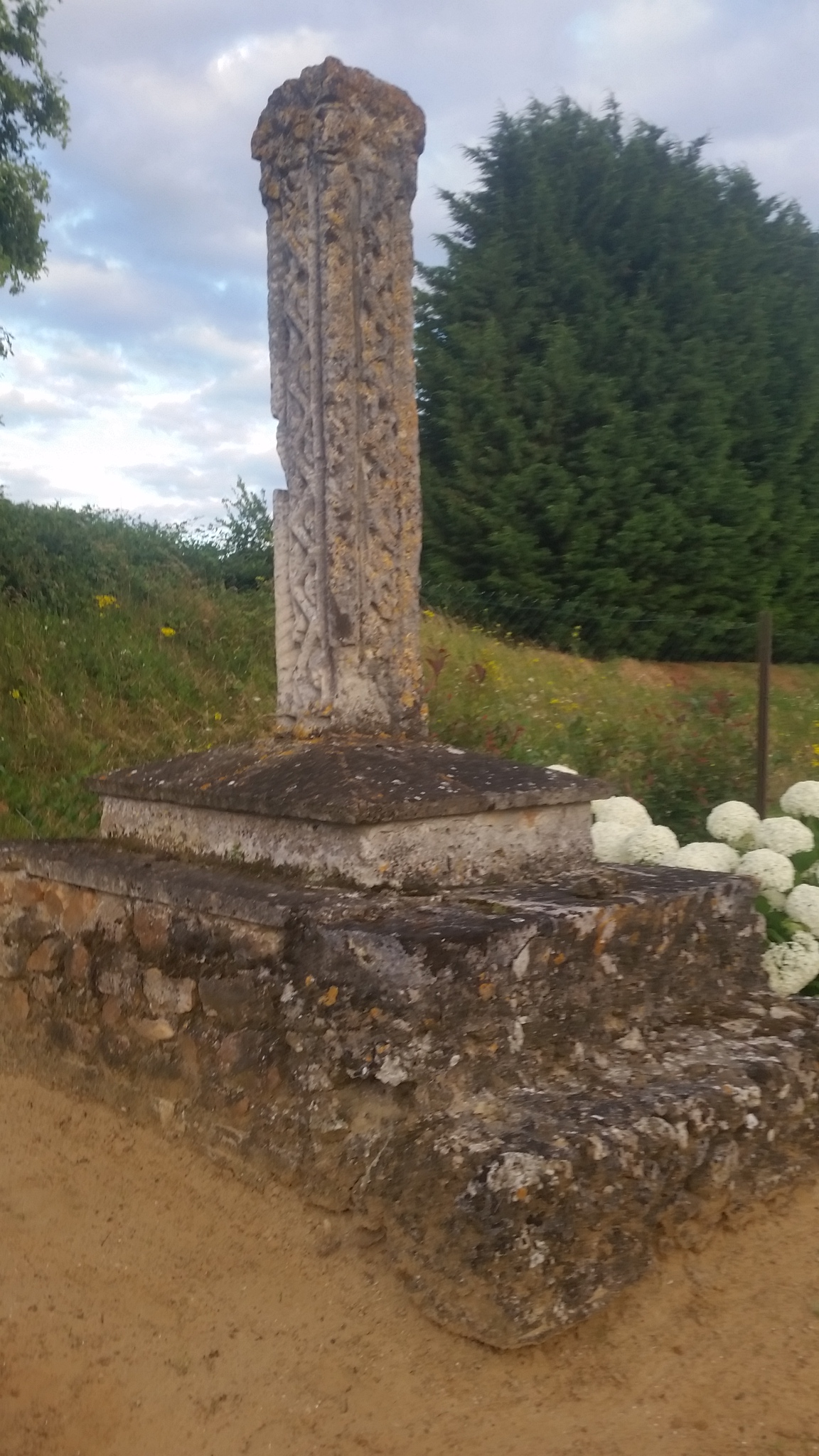
La croix aux Héros de Camelin.

- Église Saint-Pierre-et-Saint-Paul de Camelin du XIe siècle, classée Monument historique en 1921.
- Chapelle Saint-Roch (située sur la route de Blérancourdelle, à la sortie du village).
- Église de Lombray (très petite, elle est considérée comme une église à cause de sa sacristie, ce qui fait d'elle la plus petite église de France).
- Nombreux calvaires (plus d'une dizaine dont la croix Saint-Pierre : la plus éloignée du village).
- La croix aux Héros (d'époque inconnue mais près d'un camp Cerbin datant au moins de l'époque carolingienne, où des sarcophages en pierre ont été retrouvés). La croix (sorte de mégalithe gravé) se trouve dans le nouveau cimetière. Cette pierre est ornée de quatre têtes sur le haut du monument avec, sur toute la hauteur de la pierre, des dessins sorte de lacets ou de liens, entre-croisés. Elle est percée sur le haut (emplacement d'une croix en bois pour christianiser cette pierre). Elle est classée aux Monuments Historiques depuis 1925.
- Nombreuses maisons en pierre de taille dont certaines avec, sur les toitures, des « pas de moineaux ».
- Nombreuses fermes avec pigeonnier carré.
- Présence d'un cimetière militaire allemand, dans un petit terrain jouxtant l'église, aujourd'hui disparu.
- Présence d'anciennes carrières de pierre (carrière de Camelin, carrière de Lombray, carrière de la Bucaille, carrière Nonette, carrière dite de Jacques Rendu), transformées en champignonnières, aujourd'hui désaffectées.
- Présence de deux menuiseries dans le village, ainsi que d'une ancienne usine de fabrication de lampadaires, aujourd'hui désaffectée.

### Particularités
Le 17 février 1756 à 7 h 45 du matin, le village a été victime d'un tremblement de terre d'une durée de cinq minutes trente environ. L'événement a été relaté à la fin du registre d'état civil cette année-là par le curé du village (source : Archives départementales de l'Aisne).

## Pour approfondir